# Middle East Airlines
Middle East Airlines (árabe: طيران الشرق الأوسط, IATA: ME, OACI: MEA) es la aerolínea de bandera de Líbano, con sus oficinas centrales en Beirut. Opera servicios regulares internacionales en el Oriente Medio, Europa y África, su base de operaciones se encuentra en el Aeropuerto Internacional Rafic Hariri. Es propiedad, en su mayor parte, del Banco del Líbano con 99.37% y emplea a 2310 personas.
Es miembro de la Organización de Transportes Aéreos Árabes y la Asociación de Transporte Aéreo Internacional. En el 2007, la aerolínea se sumaría a alianza SkyTeam como un miembro asociado por intermedio de su socia Air France. El 28 de febrero de 2011, la aerolínea firmó el acuerdo de asociación con SkyTeam en una ceremonia en Beirut y se unió oficialmente a la alianza el 28 de junio de 2012, convirtiéndose en su 17.º miembro y la segunda aerolínea miembro en Oriente Medio.

## Historia
Middle East Airlines fue fundada el 31 de mayo de 1945 por Saeb Salam, con el apoyo operacional y técnico de BOAC, con tres De Havilland DH.89A Rapides. Las operaciones se iniciaron el 1 de enero de 1946 com un servicio entre Beirut y Nicosia, seguido por vuelos a Irak, Egipto, Siria, y Chipre. Dos Douglas DC-3 fueron adquiridos a mediados de 1946. Pan Am adquirió una participación y contrato de administración en septiembre de 1949. 
Pan Am fue reemplazada cuando BOAC adquirió el 49% de las acciones de MEA en 1955. Un Vickers Viscount fue introducido en octubre de 1955, mientras que una aeronave de carga Avro York fue alquilada en junio de 1957. El 15 de diciembre de 1960, el primero de los cuatro De Havilland Comet 4C fue recibido. Luego de que la asociación con BOAC finalizara el 16 de agosto de 1961, MEA fue fusionada con Air Liban el 7 de junio de 1963, lo que le dio a Air France una participación accionaria. La denominación completa en ese momento fue Middle East Airlines Air Liban.
En 1963 también absorbió Lebanese International Airways. La flota fue modernizada con la adición de tres Sud Aviation Caravelle en abril de 1963; tres Boeing 720B en enero de 1966; un Vickers VC10 alquilado en marzo de 1967; y varios Boeing 707-320C en noviembre de 1967.
La denominación actual fue adoptada en noviembre de 1965, cuando la aerolínea estuvo completamente fusionada con Air Liban. Aunque las operaciones fueron interrumpidas por la guerra árabe-israelí de 1967, MEA reinició sus operaciones comprando un Convair CV-990A a American Airlines, el cual entró en servicio el 24 de junio de 1969. Un Boeing 747-200B entró en servicio en junio de 1975 para cumplir el trayecto Beirut-Londres. Las operaciones fueron interrumpidas nuevamente hasta 1990, momento en el que la situación política se estabilizó. Airbus A310-300 fueron adquiridos en 1993 y 1994, seguidos por un A321-200 y un A330-200, los cuales reemplazaron a los A310. La aerolínea fue reestructurada en el 2001. 
El 7 de septiembre de 2006, Israel finalizó su bloqueo aéreo sobre el Líbano que había durado ocho semanas. Un vuelo de Middle East Airlines proveniente de París aterrizó en el Aeropuerto Internacional de Rafik Hariri a las 6:06 p. m. hora local (3:06 P. M. GMT). MEA suspendió vuelos regulares programdos el 11 de septiembre de 2006.

## Futuro
La aerolínea introducirá terminales automáticas para el check-in en el aeropuerto internacional de Beirut y lanzará la alianza regional Arabesk con otras seis aerolíneas árabes.
Aumentarán las acciones que cotizan en la Bolsa de Valores de Beirut de un 10 al 20%, como parte de sus planes por privatizar en su totalidad la aerolínea.
La aerolínea anunció en diciembre de 2005 que expandirá su flota adquiriendo una aeronave Airbus en 2007 y otra en 2008. El modelo, sin embargo, no ha sido especificado, pero se espera que al menos uno de ellos sea un A330-200 para ser utilizado en reemplazo del Airbus A321 que cumple la ruta diaria a París en combinación con un Airbus A330 que también cumple diariamente la misma ruta, para que sean dos Airbus A330 diarios. 
La aerolínea también está planeando adquirir aeronaves con capacidad para entre 50 y 70 pasajeros, para utilizarlos en las rutas regionales. Los tipos no han sido determinados aún, pero se presume que serían Bombardier CRJ-700 o los Embraer ERJ-170.
Durante marzo de 2007, MEA el presidente del Directorio Mohamad El-Hout dijo en una entrevista que la aerolínea tiene pedidos 4 Airbus A330 y cuatro Airbus A319. MEA empezará a recibirlos en junio de 2008.[cita requerida]

## Destinos
| Países                 | Destinos           | Aeropuertos                                    | Notas      |
| África                 | África             | África                                         | África     |
| ---------------------- | ------------------ | ---------------------------------------------- | ---------- |
| Costa de Marfil        | Abiyán             | Aeropuerto Port Bouet                          |            |
| Ghana                  | Acra               | Aeropuerto Internacional de Kotoka             |            |
| Egipto                 | El Cairo           | Aeropuerto Internacional de El Cairo           |            |
| Nigeria                | Lagos              | Aeropuerto Internacional Murtala Muhammed      |            |
| Oriente Próximo        |                    |                                                |            |
| Arabia Saudita         | Dammam             | Aeropuerto Internacional Rey Fahd              |            |
| Arabia Saudita         | Medina             | Aeropuerto Príncipe Mohammad Bin Abdulaziz     | Estacional |
| Arabia Saudita         | Riad               | Aeropuerto Internacional Rey Khalid            |            |
| Arabia Saudita         | Yeda               | Aeropuerto Internacional Rey Abdulaziz         |            |
| Armenia                | Ereván             | Aeropuerto Internacional de Zvartnots          |            |
| Catar                  | Doha               | Aeropuerto Internacional Hamad                 |            |
| Emiratos Árabes Unidos | Abu Dabi           | Aeropuerto Internacional Zayed                 |            |
| Emiratos Árabes Unidos | Dubái              | Aeropuerto Internacional de Dubái              |            |
| Irak                   | Bagdad             | Aeropuerto Internacional de Bagdad             |            |
| Irak                   | Erbil              | Aeropuerto Internacional de Erbil              |            |
| Irak                   | Náyaf              | Aeropuerto Internacional de Nayaf              |            |
| Jordania               | Amán               | Aeropuerto Internacional Reina Alia            |            |
| Kuwait                 | Kuwait             | Aeropuerto Internacional de Kuwait             |            |
| Líbano                 | Beirut             | Aeropuerto Internacional Rafic Hariri          | HUB        |
| Turquía                | Estambul           | Aeropuerto de Estambul                         |            |
| Europa                 |                    |                                                |            |
| Alemania               | Düsseldorf         | Aeropuerto Internacional de Düsseldorf         |            |
| Alemania               | Fráncfort del Meno | Aeropuerto de Fráncfort del Meno               |            |
| Bélgica                | Bruselas           | Aeropuerto de Bruselas                         |            |
| Chipre                 | Lárnaca            | Aeropuerto Internacional de Lárnaca            |            |
| Dinamarca              | Copenhague         | Aeropuerto de Copenhague-Kastrup               |            |
| España                 | Madrid             | Aeropuerto Adolfo Suárez Madrid Barajas        |            |
| Francia                | Niza               | Aeropuerto Internacional de Niza-Costa Azul    | Estacional |
| Francia                | París              | Aeropuerto de París-Charles de Gaulle          |            |
| Grecia                 | Atenas             | Aeropuerto Internacional Eleftherios Venizelos |            |
| Italia                 | Milán              | Aeropuerto de Milán-Malpensa                   |            |
| Italia                 | Roma               | Aeropuerto de Roma-Fiumicino                   |            |
| Suiza                  | Ginebra            | Aeropuerto Internacional de Ginebra            |            |
| Reino Unido            | Londres            | Aeropuerto de Londres-Heathrow                 |            |
| Reino Unido            | Mánchester         | Aeropuerto de Mánchester                       |            |

## Flota

### Actual
| Aeronaves          | En servicio | Pedidos | Pasajeros                                    | Pasajeros                                    | Pasajeros                                    | Matrículas                                   | Antigüedad                                   |
| Aeronaves          | En servicio | Pedidos | C                                            | Y                                            | Total                                        | Matrículas                                   | Antigüedad                                   |
| ------------------ | ----------- | ------- | -------------------------------------------- | -------------------------------------------- | -------------------------------------------- | -------------------------------------------- | -------------------------------------------- |
| Airbus A320-200    | 7           | —       | 24                                           | 102                                          | 126                                          | OD-MRT                                       | 16 años                                      |
| Airbus A320-200    | 7           | —       | —                                            | 156                                          | 156                                          | OD-MRS                                       | 15,8 años                                    |
| Airbus A320-200    | 7           | —       | —                                            | 156                                          | 156                                          | OD-MRR                                       | 15,8 años                                    |
| Airbus A320-200    | 7           | —       | 24                                           | 102                                          | 126                                          | OD-MRO                                       | 14,6 años                                    |
| Airbus A320-200    | 7           | —       | 24                                           | 102                                          | 126                                          | OD-MRN                                       | 14,5 años                                    |
| Airbus A320-200    | 7           | —       | 24                                           | 102                                          | 126                                          | OD-MRM                                       | 13,8 años                                    |
| Airbus A320-200    | 7           | —       | 24                                           | 102                                          | 126                                          | OD-MRL                                       | 12,9 años                                    |
| Airbus A321neo     | 10          | —       | 28                                           | 132                                          | 160                                          | T7-ME1                                       | 4,5 años                                     |
| Airbus A321neo     | 10          | —       | 28                                           | 132                                          | 160                                          | T7-ME2                                       | 4,4 años                                     |
| Airbus A321neo     | 10          | —       | 28                                           | 132                                          | 160                                          | T7-ME3                                       | 4,3 años                                     |
| Airbus A321neo     | 10          | —       | 28                                           | 132                                          | 160                                          | T7-ME4                                       | 4,1 años                                     |
| Airbus A321neo     | 10          | —       | 28                                           | 132                                          | 160                                          | T7-ME7                                       | 4,1 años                                     |
| Airbus A321neo     | 10          | —       | 28                                           | 132                                          | 160                                          | T7-ME5                                       | 4 años                                       |
| Airbus A321neo     | 10          | —       | 28                                           | 132                                          | 160                                          | T7-ME6                                       | 4 años                                       |
| Airbus A321neo     | 10          | —       | 28                                           | 132                                          | 160                                          | T7-ME8                                       | 3,7 años                                     |
| Airbus A321neo     | 10          | —       | 28                                           | 132                                          | 160                                          | T7-ME9                                       | 3,6 años                                     |
| Airbus A321neo     | 10          | —       | 28                                           | 132                                          | 160                                          | OD-M10                                       | 0,9 años                                     |
| Airbus A321XLR     | —           | 4       | 28                                           | 132                                          | 160                                          |                                              |                                              |
| Airbus A330-200    | 4           | —       | 44                                           | 200                                          | 244                                          | OD-MEA                                       | 15,9 años                                    |
| Airbus A330-200    | 4           | —       | 44                                           | 200                                          | 244                                          | OD-MEC                                       | 15,8 años                                    |
| Airbus A330-200    | 4           | —       | 44                                           | 200                                          | 244                                          | OD-MEB                                       | 15,8 años                                    |
| Airbus A330-200    | 4           | —       | 44                                           | 200                                          | 244                                          | OD-MEE                                       | 8,6 años                                     |
| Airbus A330-900neo | —           | 4       | 42                                           | 238                                          | 280                                          |                                              |                                              |
| Total              | 21          | 8       | Edad promedio a diciembre de 2024: 9.4 años. | Edad promedio a diciembre de 2024: 9.4 años. | Edad promedio a diciembre de 2024: 9.4 años. | Edad promedio a diciembre de 2024: 9.4 años. | Edad promedio a diciembre de 2024: 9.4 años. |

| Aeronaves          | En servicio | Pedidos | Pasajeros                                         | Pasajeros                                         | Pasajeros                                         | Matrículas                                        | Antigüedad                                        |
| Aeronaves          | En servicio | Pedidos | C                                                 | Y                                                 | Total                                             | Matrículas                                        | Antigüedad                                        |
| ------------------ | ----------- | ------- | ------------------------------------------------- | ------------------------------------------------- | ------------------------------------------------- | ------------------------------------------------- | ------------------------------------------------- |
| Embraer Legacy 500 | 2           | —       | 12                                                | —                                                 | 12                                                | OD-CXJ                                            | 9 años                                            |
| Embraer Legacy 500 | 2           | —       | 12                                                | —                                                 | 12                                                | OD-CXL                                            | 8 años                                            |
| Total              | 2           | —       | Edad media de la flota (sept. de 2024): 8,5 años. | Edad media de la flota (sept. de 2024): 8,5 años. | Edad media de la flota (sept. de 2024): 8,5 años. | Edad media de la flota (sept. de 2024): 8,5 años. | Edad media de la flota (sept. de 2024): 8,5 años. |

### Histórica
| Aeronaves                        | Total | Introducido | Retirado | Matrículas |
| -------------------------------- | ----- | ----------- | -------- | --- |
| Airbus A300                      | 2     | 2001        | 2003     | G-SWJW y F-OHLN |
| Airbus A310                      | 10    | 1992        | 2005     | PH-AGC, PH-AGE, PH-AGF, 3B-STI, 3B-STJ, 3B-STK, D-AICS, D-APOL (rrg. F-OHLH), D-APOP (rrg. F-OHLI) y D-AIDH                                                             |
| Airbus A321-200                  | 8     | 1997        | 2017     | F-OHMP, F-OHMQ, F-ORME, F-ORMF, F-ORMG (rrg. OD-RMG), F-ORMH (rrg. OD-RMH), F-ORMI (rrg. OD-RMI), F-ORMJ (rrg. OD-RMJ),                                                 |
| Avro 685 York                    | 4     | 1957        | 1962     | OD-ACN, OD-ACZ, OD-ACP y OD-ADB |
| Boeing 707                       | 16    | 1968        | 2000     | F-BHSQ, EL-AJS, EL-AJR, AP-AUO, OD-AHD, OD-AHE, OD-AHB, OD-AHC, VR-BCP, OD-AGU, OD-AGV, OD-AHF, OD-AFB, OD-AFC, OD-AFD y OD-AFE                                         |
| Boeing 720                       | 21    | 1966        | 1995     | OD-AFP, OD-AFR, OD-AFS, OD-AFT, OD-AGB, OD-AFQ, OD-AFZ, OD-AFW, OD-AFM, OD-AFU, OD-AFN, OD-AFL, OD-AFO, ET-AAG, ET-AAH, OD-AGG, OD-AGF, OD-AGE, ET-ABP, OD-AGQ y OD-AGR |
| Boeing 747-100                   | 3     | 1985        | 1993     | F-BPVD, EI-BPH y EI-BRR |
| Boeing 747-200                   | 4     | 1975        | 1997     | G-BJXN, OD-AGH, OD-AGI y OD-AGJ |
| Bristol 170 Freighter            | 1     | 1955        | 1958     | OD-ACM |
| Convair 990 Coronado             | 6     | 1969        | 1972     | OD-AFF, OD-AFH, OD-AFK, OD-AFG, OD-AFJ y OD-AFI |
| De Havilland Comet               | 7     | 1960        | 1973     | OD-AEV, OD-ADR, OD-ADQ, OD-ADS, OD-ADT, 9K-ACA y 9K-ACE |
| De Havilland DH.89 Dragon Rapide | 1     | 1945        | 1948     | LR-AAE |
| Douglas DC-3/C-47                | 8     | 1945        | c. 1975  | OD-ABO, LR-AAG (rrg. OD-AAG), LR-AAB (rrg. OD-AAB), LR-ABE (rrg. OD-ABE), LR-ABD (rrg. OD-ABD), LR-ABB (rrg. OD-ABB), OD-ABN y LR-AAV (rrg. OD-AAV)                     |
| Handley Page Hermes              | 2     | 1955        | 1955     | OD-ACN y OD-ACC |
| Sud Aviation Caravelle           | 5     | 1964        | 1969     | F-BNGE, OD-AEM, OD-AEE, CN-CCY y OD-AEF |
| Vickers VC10                     | 2     | 1967        | 1969     | OD-AFA y 9G-ABP |
| Vickers Viscount                 | 12    | 1955        | 1970     | OD-ACF, OD-ACH, OD-ACG, OD-ACR, XY-ADH, OD-ACT, OD-ACU, OD-ACV, OD-ACW, OD-ADD, OD-ADE y OD-ACX                                                                         |

## Subsidiarias
Middle East Airlines (MEA) es única propietaria de las siguientes subsidiarias, aunque son operadas en forma independiente. 

### Middle East Airports Services (MEAS)
Opera y se encarga del mantenimiento del Aeropuerto Internacional de Beirut.

### Middle East Airlines Ground Handling (MEAG)
La compañía de servicio de manejo en tierra de aeronaves dominante en el Aeropuerto Internacional de Beirut, prestando servicio a cerca del 80% de los operadores.

### Mideast Aircraft Services Company (MASCO)
La única instalación de mantenimiento integral de aeronaves en el Aeropuerto Internacional de Beirut, especializada en el mantenimiento de aeronaves Airbus. La compañía tiene la certificación PART 145, lo que le permite realizar el mantenimiento de aeronaves registradas en Europa. Entre sus principales clientes está Cyprus Airways.